# Trachymene setosa
Trachymene setosa är en flockblommig växtart som först beskrevs av Otto Karl Anton Schwarz, och fick sitt nu gällande namn av Brian Laurence Burtt. Trachymene setosa ingår i släktet Trachymene och familjen flockblommiga växter. Inga underarter finns listade i Catalogue of Life.